# エラグ酸
エラグ酸（エラグさん、英: ellagic acid）は、野菜や果物を含む植物で見つかっている天然フェノール系の抗酸化物質である。エラグ酸が抗癌性と抗酸化性を有しているのではないかとの観点から研究が行われてきた。また美白作用の研究がある。

## 存在
多くの植物に含まれている。エラグ酸を最も多く含んでいる食物は、イチゴ、ラズベリー、クランベリー、ブドウである。
その他、ブラックベリー、クルミ、ペカン、ザクロ、クコなどにも含まれる。
植物はエラグ酸を生成し、エラギタンニンとして知られているタンニンの形に変換する。配糖体であるエラギタンニンは植物を摂取したときに容易に加水分解されてエラグ酸を再生成する。

## 歴史と語源
エラグ酸は1831年にアンリ・ブラコノーによって発見された。化合物名の由来は、エラグ酸（仏: acide ellagique）が単離された虫こぶ（仏: galle）のアナグラムである（ブラコノーが単離した没食子酸 gallic acidも同語源）。ニレンステインは、アルガロビラおよびその他の果実から、この物質を抽出した。ロウは没食子酸とヒ酸を加熱することによりエラグ酸を合成した最初の人物である。

## 効能に関する研究
エラグ酸は、数多くのin vitroと小動物での実験で抗癌性と抗酸化性を示している。エラグ酸の抗癌性は、ニトロソアミン類および多環芳香族炭化水素を含む特定の発がん性物質のDNAへの結合を直接阻害する能力によるものである。エラグ酸は、他のポリフェノール系の抗酸化物質と同様に、細胞への酸化ストレスを減らすことによる化学的な予防効果がある。しかしながら、エラグ酸は、茶葉などに含まれるカテキンと拮抗する。 
エラグ酸は、その摂取による潜在的なヒトの健康上の効能に関心が持たれている。しかし、これらの提案された効能についての研究が2010年に至るまでほとんど報告されていない。頸動脈狭窄症患者19名を含む小規模なランダム化比較試験は、エラグ酸を豊富に含むザクロ果汁の摂取が血圧と頸動脈壁の厚さを減らす効果を示した。前立腺癌の化学療法を受けていた48人の患者の2005年の対照実験では、（エラグ酸または対照群いずれでも重度の好中球減少症はなかったが）エラグ酸サプリメントは、化学療法に伴う好中球減少症の割合を減少させることを示した。エラグ酸サプリメントは、この試験では前立腺癌の患者の全生存期間及び無増悪生存期間の改善を示さなかった。 
ヒトの健康上の効能を支持する証拠はごく初歩的な状態であるにもかかわらず、エラグ酸は、癌、心臓病、その他の健康問題に対する効能を謳った栄養補助食品として米国で販売されている。エラグ酸は、アメリカ食品医薬品局によって「消費者が避けなければならない偽癌治療法」とされている。多数の米国に拠点を置く栄養補助食品の販売者は、米国連邦食品医薬品化粧品法に違反した効能を謳ったエラグ酸の販売をしているとしてアメリカ食品医薬品局から警告書を受けている。

## 外用薬として
2018年の調査では、2件のランダム化比較試験が見つかり、それぞれ肝斑（30人）と色素沈着（54人）に有効であったが、後者はサリチル酸を併用しており、有効性を評価するには単独で調査する必要があるとされた。